# 腾越紫菀
腾越紫菀（学名：Aster rockianus）为菊科紫菀属下的一个种。

## 扩展阅读
- 維基物種上的相關：腾越紫菀